# 欧朗
欧朗（法語：Aulan，法語發音：[olɑ̃]）是法国德龙省的一个市镇，属于尼永斯区。

## 地理
欧朗（44°13'19"N, 5°25'42"E）面积10.55 平方千米，位于法国奥弗涅-罗讷-阿尔卑斯大区德龙省，该省份为法国东南部内陆省份，北起顺时针与伊泽尔省、上阿尔卑斯省、上普罗旺斯阿尔卑斯省、沃克吕兹省和阿尔代什省接壤。
与欧朗接壤的市镇（或旧市镇、城区）包括：拉罗谢特迪比、佩尔西地区勒波厄、普莱西昂、蒙布兰莱班、梅武永。

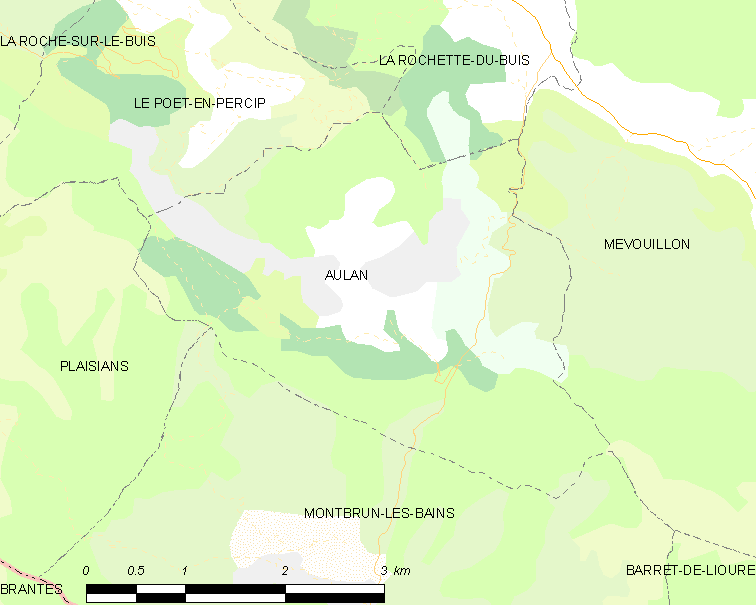
欧朗的OSM定位图

欧朗的时区为UTC+01:00、UTC+02:00（夏令时）。

## 行政
欧朗的邮政编码为26570，INSEE市镇编码为26018。

## 政治
欧朗所属的省级选区为尼永斯-巴罗尼县。

## 人口

1962-2008年间欧朗人口变化图示

欧朗于2022年1月1日时的人口数量为8人。